# Hesperochernes mimulus
Espèce
Hesperochernes mimulus est une espèce de pseudoscorpions de la famille des Chernetidae.

## Distribution
Cette espèce est endémique de Californie aux États-Unis. Elle se rencontre vers Monterey.

## Description
Les mâles mesurent de 2,12 à 2,21 mm et les femelles de 1,90 à 2,56 mm.

## Publication originale
- Chamberlin, 1952 : New and little-known false scorpions (Arachnida, Chelonethida) from Monterey County, California. Bulletin of the American Museum of Natural History, no 99, p. 259-312 (texte intégral).